# 媚薬 (映画)
『媚薬』（びやく、Bell, Book and Candle）は1958年のアメリカ合衆国の映画。ジョン・ヴァン・ドルーテンの舞台劇『ベルと本とローソク』を脚色して映画化している。
リチャード・クワイン監督の作品で、出演はジェームズ・ステュアートなど。
2006年には、ウォルト・ディズニー・カンパニーがアリシア・キーズ主演でのリメイクを計画したが、頓挫している。

## ストーリー
ギリアン・ホルロイドは、ニューヨークのグリニッチ・ビレッジにある珍しい民族アートの店のオーナーで、実は魔女である。彼女は平凡な生活に飽き飽きし、新しい隣人で出版業者のシェップ・ヘンダーソンに興味を持つようになる。クリスマスイブのこと、シェップが帰宅すると、そこにはギリアンの叔母クイーニーがいる。シェップに追い出されたことに腹を立てたクイーニーも魔女で、シェップの電話に呪文をかける。シェップはギリアンの電話を借りるために彼女を訪ね、ベストセラーの本「メキシコの魔法」について、そして著者のシドニー・レドリッチに会いたいという彼の望みについて話す。シェップが去る時、クイーニーは2人を占星術クラブに招待する。シェップの手紙を読んだクイーニーは、シェップが婚約していることを知るが、それでもギリアンに魔法を使って彼を追い求めるよう勧める。
その夜、シェップは婚約者のマール・キトリッジと一緒に占星術クラブに行き、ギリアン、クイーニー、そしてボンゴを叩いている魔法使いでギリアンの弟であるニッキーに会う。マールがウェルズリー大学時代に同じ寮にいた嫌な女だと気づいたギリアンは、ニッキーに合図して、マールの耳元でトランペットなどを大きな音で演奏させ、マールをいたたまれなくさせる。マールは逃げ出し、シェップもそれに続く。ギリアンのアパートに戻ると、ホルロイド家の3人はクリスマスプレゼントを交換する。ニッキーはギリアンに魔法の液体を贈り、それを使ってレドリッチを呼び出そうとする。シェップが戻って来るとクイーニーとニッキーは去り、シェップはマールとその日の内に結婚して旅行に出るということをギリアンに話す。ギリアンは、シャム猫で使い魔のパイワケットを使ってシェップに恋の魔法をかけ、シェップはすぐにギリアンに夢中になってしまう。
ギリアンと一緒に一晩中街で過ごした後、ギリアンにのぼせ上ったシェップはマールと別れる。魔法の力で呼び寄せられたレドリッチは、シェップの事務所にやって来て、次の本のためにニューヨークの魔女について調べていると言う。何も知らないシェップは彼をホルロイド家の面々に紹介し、ニッキーは後に自分の魔力をレドリッチに明かし、本の利益の半分と引き換えに魔女社会へ案内することが出来ると提案する。シェップとのロマンスに浸るギリアンは、彼からプロポーズされた時、心が揺れる。魔女は恋に落ちると魔法を失ってしまうのだが、彼女は彼と結婚することに同意する。
ギリアンとニッキーは、ニッキーが魔法使いの世界についてレドリッチに明かしたこと、そしてギリアンがシェップと結婚するために魔法の力を放棄しようとしていることについて口論する。ギリアンは自分の魔法を使ってシェップにニッキーとレドリッチの本を出版する興味を失わせ、自分が魔女であり、シェップと自分との関係は自分の魔法の結果であると告白する。シェップは彼女を信じようとしないが、クイーニーに会い、クイーニーはギリアンの説明の内容についてその通りだと言う。シェップは、ギリアンがマールに意地悪をするために自分を魔法にかけたのだと思い、傷心のままにギリアンのもとを去る。彼はニッキーのところへ行き、ニッキーは彼を非常に強い力を持つ魔女であるビアンカ・デ・パスのところへ連れて行く。ビアンカはシェップが飲むための薬を調合し、ギリアンの彼にかけた魔法を解く。
シェップはギリアンに詰め寄り、残酷にも彼女にほうきを差し出す。彼女はマールのことを呪ってやるぞと脅すが、パイワケットは逃げ出し、シェップは自分が魔法をかけられていたことをマールに納得させることが出来ない。クイーニーはパイワケットを見つけるが、パイワケットはギリアンの言うことを聞かない。ギリアンは自分でも気づかないうちに涙を流しており、それは彼女が恋に落ち、もはや魔女ではなくなったことの証拠である。数週間後、ビアンカ・デ・パスはレドリッチの新しい協力者となり、クイーニーはニッキーにギリアンのことを心配していると打ち明ける。パイワケットはシェップの事務所に送られ、シェップは改装された自分の店にいるギリアンにパイワケットを返す。彼女はパイワケットはもう自分の猫ではないと言う。シェップはギリアンの涙を見て、彼女が本当に自分を愛していることに気づき、情熱的なキスで仲直りする。それを窓から見ていたクイーニーは喜び、ニッキーはうんざりする。突然、街灯が全て消え、犯人が明らかになる。犯人は街灯の上に座っているパイワケットだ。

## キャスト
| 役名        | 俳優                       | 日本語吹替                                                                          |
| 役名        | 俳優                       | NETテレビ版                                                                         |
| ----------- | -------------------------- | ----------------------------------------------------------------------------------- |
| シェップ    | ジェームズ・ステュアート   | 浦野光                                                                              |
| ギリアン    | キム・ノヴァク             | 木村俊恵                                                                            |
| ニッキ―     | ジャック・レモン           | 愛川欽也                                                                            |
| クイ―二―    | エルザ・ランチェスター     | 高橋和枝                                                                            |
| ビアンカ    | ハーマイオン・ギンゴールド |                                                                                     |
| レドリッチ  | アーニー・コバックス       |                                                                                     |
| マール      | ジャニス・ルール           |                                                                                     |
| 不明 その他 |                            | 桑山正一 三木弘子 関弘子 山田早苗 緑川稔 北村弘一 杉田俊也 峰恵研 中島喜美栄 大竹宏 |
|             |                            |                                                                                     |
| 演出        | 演出                       | 山田悦司                                                                            |
| 翻訳        | 翻訳                       | 山田小枝子                                                                          |
| 効果        | 効果                       | PAG                                                                                 |
| 調整        | 調整                       | 坂巻四郎                                                                            |
| 制作        | 制作                       | グロービジョン                                                                      |
| 解説        | 解説                       | 淀川長治                                                                            |
| 初回放送    | 初回放送                   | 1970年1月25日 『日曜洋画劇場』                                                      |

## スタッフ
- 監督：リチャード・クワイン
- 製作：ジュリアン・ブロースタイン
- 原作：ジョン・ヴァン・ドルーテン
- 脚本：ダニエル・タラダッシュ
- 撮影：ジェームズ・ウォン・ハウ
- 音楽：ジョージ・ダニング